# Cryptocrinites
Cryptocrinites é um gênero de equinodermos do período Ordoviciano.